# Coenaletes vangoethemi
Coenaletes vangoethemi is een springstaartsoort uit de familie Coenaletidae, die voorkomt in de Indonesische Archipel.